# Округ Старк (Илиноис)
Старк (енгл. Stark County) је округ у америчкој савезној држави Илиноис.

## Демографија
По попису из 2010. године број становника је 5.994, што је 338 (-5,3%) становника мање 2000. године.
| Група             | 2000.         | 2010.         |
| Белци             | 6.213 (98,1%) | 5.826 (97,2%) |
| Афроамериканци    | 4 (0,1%)      | 28 (0,5%)     |
| Азијати           | 12 (0,2%)     | 19 (0,3%)     |
| Хиспаноамериканци | 54 (0,9%)     | 59 (1,0%)     |
| Укупно            | 6.332         | 5.994         |